# Complexo Viário Jacu Pêssego
O Complexo Viário Jacu Pêssego é um conjunto de vias expressas e semi-expressas que formam fisicamente uma só, com o total de 30 km. Inicia-se no trevo da Rodovia Ayrton Senna, na divisa entre São Paulo e Guarulhos e segue até as imediações do trecho sul do Rodoanel Mário Covas, com acesso a este no município de Mauá. Cortando grande parte da Zona Leste de São Paulo, foi a principal alternativa de acesso entre o Aeroporto de Guarulhos e o Porto de Santos até a inauguração trecho leste do Rodoanel Mário Covas, em julho de 2014.

## Vias integrantes
As vias e avenidas que formam o Complexo Viário Jacu Pêssego são:
- Av. Jacu Pêssego/Nova Trabalhadores (entre a Rodovia Ayrton Senna e Iguatemi)
- Avenida Vice-Presidente José Alencar Gomes da Silva (entre Iguatemi e Mauá)
- Av. Oscar Niemeyer (entre acesso dos bairros Nova Mauá e Paranavaí, em Mauá e Complexo Viário JK)
- Av. Papa João XXIII (entre Complexo Viário JK, em Mauá e SPA-086/021)
- SPA-086/21 - (entre Av. Papa João XXIII e Rodoanel Mário Covas)

## Histórico e composição

### Avenida Jacu Pêssego/Nova Trabalhadores
A Avenida Jacu Pêssego/Nova Trabalhadores é uma importante avenida e eixo rodoviário do município de São Paulo. Foi inaugurada em 8 de setembro de 1996, na gestão do prefeito Paulo Maluf. Seu trajeto original ligava as Avenidas Dr. Assis Ribeiro e Ragueb Chohfi, cortando os distritos paulistanos de São Miguel Paulista, Vila Jacuí, Itaquera, José Bonifácio, Parque do Carmo, São Rafael e Iguatemi.
Em 27 de junho de 2008 o Governo do Estado de São Paulo inaugurou o trecho de ligação entre a Avenida Jacu Pêssego e a Rodovia Ayrton Senna. O trecho, com aproximadamente 2 km de extensão e duas alças de acesso, permite uma ligação direta entre a rodovia e a avenida, garantindo uma integração maior e mais rápida com a região central da cidade, a Marginal Tietê e os municípios a leste da Região Metropolitana de São Paulo. A extensão total da avenida nesse trecho é cerca de 16 km entre a Rodovia Ayrton Senna e Iguatemi.

### Avenida Vice-Presidente José Alencar Gomes da Silva
Com obras iniciadas em agosto de 2009 e concluídas em 16 de outubro de 2010, foi realizada uma ligação de 9,9 km (sendo 6,7 em São Paulo e 3,2 em Mauá) partindo do final da Avenida Jacu Pêssego, na altura da Av. Ragueb Chohfi, no distrito do Iguatemi, até a Avenida Papa João XXIII, em Mauá, a qual garante acesso ao Rodoanel.
Este importante trecho faz a ligação entre a Rodovia Ayrton Senna e o trecho sul do Rodoanel Mário Covas, tornando-se um corredor único de padrões rodoviários entre o Porto de Santos e o Aeroporto Internacional de Guarulhos. Além disso, o complexo corre paralelamente ao trecho leste do Rodoanel, interligando o sistema Anchieta-Imigrantes ao sistema Ayrton Senna-Dutra, servindo como alternativa de tráfego.
Inicialmente, este trecho era conhecido como Avenida Jacu Pêssego Sul, porém a Lei Estadual 14.532 de 2 de setembro de 2011 deu o nome do político José Alencar Gomes da Silva à via, tornando-se Avenida Vice-Presidente José Alencar Gomes da Silva.

### Avenida Oscar Niemeyer
Pela lei municipal (Município de Mauá) nº 4842, de 15 de abril de 2013, a via de ligação existente entre a divisa de municípios de São Paulo e Mauá e o Complexo Viário JK, na proximidade do cruzamento das Avenidas João Ramalho e Rosa Kasinski, passou a se chamar Avenida Oscar Niemeyer.

### Avenida Papa João XXIII
A Avenida Papa João XXIII é uma via arterial do município de Mauá. Originalmente, em pista simples, seu trajeto inicial ligava a área central da cidade de Mauá aos bairros de Vila Assis Brasil e Vila Carlina, onde começou a formação do Polo Industrial de Sertãozinho. Este caminho se originou de uma estrada de servidão de uma antiga serraria das Indústrias Reunidas Fábricas Matarazzo (IRFM) que funcionava neste local, bem antes da emancipação política de Mauá, nos anos 1950. Recebeu os primeiros melhoramentos com a instalação da base da antiga Companhia Telefônica da Borda do Campo (CTBC). Com a inauguração do trecho sul do Rodoanel Mário Covas, inaugurou-se no mesmo lote a rodovia SP-86/21, que consiste numa ligação de 4,4 km entre o Rodoanel e a Av. Papa João XXIII, garantindo o acesso do anel viário à Mauá e Santo André.
Na mesma oportunidade, a Avenida Papa João XXIII foi duplicada e recebeu pistas marginais para aumentar sua capacidade de tráfego oriundo do Rodoanel Mário Covas (ao sul) e da Av. Vice-Presidente José Alencar (ao norte). Com isso, a via passou a oficialmente integrar o Complexo Viário Jacu Pêssego.

### SPA-086/21
SPA-086/21 é o nome dado ao trecho entre a Avenida Papa João XXIII e o Rodoanel. É administrado pela concessionária SPMar e possui um pedágio no acesso ao Rodoanel.

### Expansão
A cargo da Prefeitura de Guarulhos, o projeto prevê um trecho de 5,1 km que completaria o Complexo Jacu Pêssego, interligando a Via Dutra à Rodovia Ayrton Senna. Após sua conclusão, 9 das 10 principais rodovias que chegam a cidade de São Paulo estariam completamente interligadas de maneira direta. As obras foram iniciadas em meados de 2011 e ainda não têm data para serem concluídas